# Берг, Бурхард Максимович
Бу́рхард Макси́мович Берг (нем. Burchard Magnus von Berg; 1764—1838) — генерал-лейтенант из остзейского рода Бергов. Старший брат генерала от инфантерии Григория Берга.

## Биография
Сын генерал-аншефа Магнуса Иоганна Берга и его жены Элеоноры-Елизаветы-Доротеи, племянницы фельдмаршала Миниха, в честь которого и получил своё имя. Унаследовал от отца имение в окрестностях Дерпта.
9 января 1774 года Берг поступил на службу в звании сержанта в Воронежский пехотный полк. 9 декабря 1775 года получил звание прапорщика с назначением на должность младшего адъютанта генерала Игельстрому. В боевых действиях впервые принял участие во время Русско-турецкой войны 1787—1791 годов, проявив храбрость во многих сражениях. В 1799 году принимал участие в Голландской экспедиции.
20 августа 1801 года получил звание полковника и назначение в свиту по квартирмейстерской части. В 1805 году несколько раз ездил в Швецию с различными дипломатическими миссиями, одновременно с этим подготавливая условия для успешной высадки российского десанта в принадлежавшей этой стране части Померании. В 1806—1807 годах участвовал в боях против французских войск в Войне четвёртой коалиции; в сражениях под Пултуском и при Прейсиш-Эйлау проявил большое мужество, в последней битве был ранен картечью в правую руку. 29 января 1807 года получил орден Св. Георгия 4-го класса 
в воздаяние отличного мужества и храбрости, оказанных в сражении 11 декабря при д. Чарнове против французских войск, где, кроме того что под его присмотром была учреждена вся оборонительная линия, явил особенную расторопность, знание и усердие.
12 августа 1807 года получил звание генерал-майора. С 1808 по 1809 год воевал против шведских войск в Финляндии (Русско-шведская война 1808—1809). После начала в 1812 году Отечественной войны занял должность генерал-квартирмейстера Молдавской (Дунайской) армии. Участвовал в преследовании французов и сражении на Березине. В течение двух недель после перехода через эту реку участвовал в преследовании французов русской армией, которое закончилось 16 декабря на берегах Немана.
Во время заграничных походов русской армии участвовал в осаде Торна в Герцогстве Варшавском, будучи награждён за свои действия во время этой осады орденом св. Георгия 3-го класса (А. А. Подмазо утверждает что Берг был награждён этим орденом 24 апреля 1813 году за отличие в бою при Кенигсварте; однако в кавалерских списках, составленным Н. И. Григоровичем и В. С. Степановым в 1869 году и В. М. Шабановым в 2004 году (частично составленном на основании списка В. К. Судравского из «Военного сборника» за 1909—1910 годы) Берг среди кавалеров этого ордена 3-й степени не значится). В составе русско-прусских войск 20—21 мая 1813 года отличился в сражении при Бауцене. 7 июля 1813 года получил назначение генерал-квартирмейстером Польской армии, возглавляя которую вновь воевал против французов: участвовал в так называемой Битве народов под Лейпцигом, в осаде занятого французами Магдебурга 16—19 октября 1813 года, также пытался в составе русско-прусско-шведских сил захватить Гамбург, обороняемый маршалом Луи Даву.
Масон, 2-й надзиратель в 1814 году ложи «Владимир к порядку» (имела статус великой ложи), член капитула «Феникс» (руководства высшими степенями масонства в России). Сторонник отмены системы высших степеней в российском масонстве.
После победы союзников под Ватерлоо занимал должность начальника штаба 2-го пехотного корпуса, служил в Выборге комендантом с 23 июня 1819 года. После Восстания декабристов лично занимался их размещением в Выборгской крепости. 22 августа 1826 года получил повышение до генерал-лейтенанта, оставшись на действительной службе до конца жизни. Умер через 12 лет в возрасте 74 лет, оставив потомство от брака с Анной фон Дункер, дочерью придворного архитектора.